# Умный город

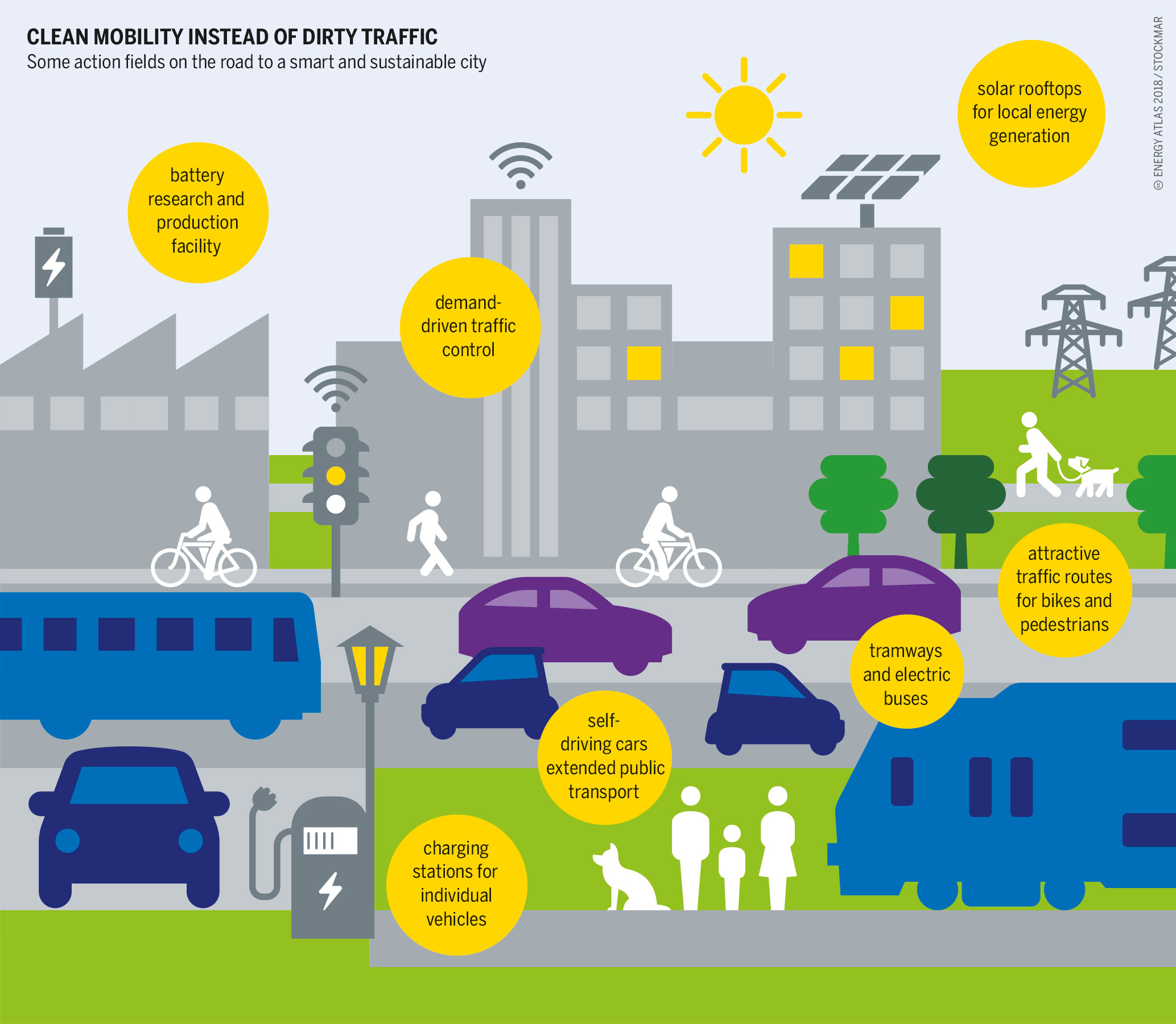

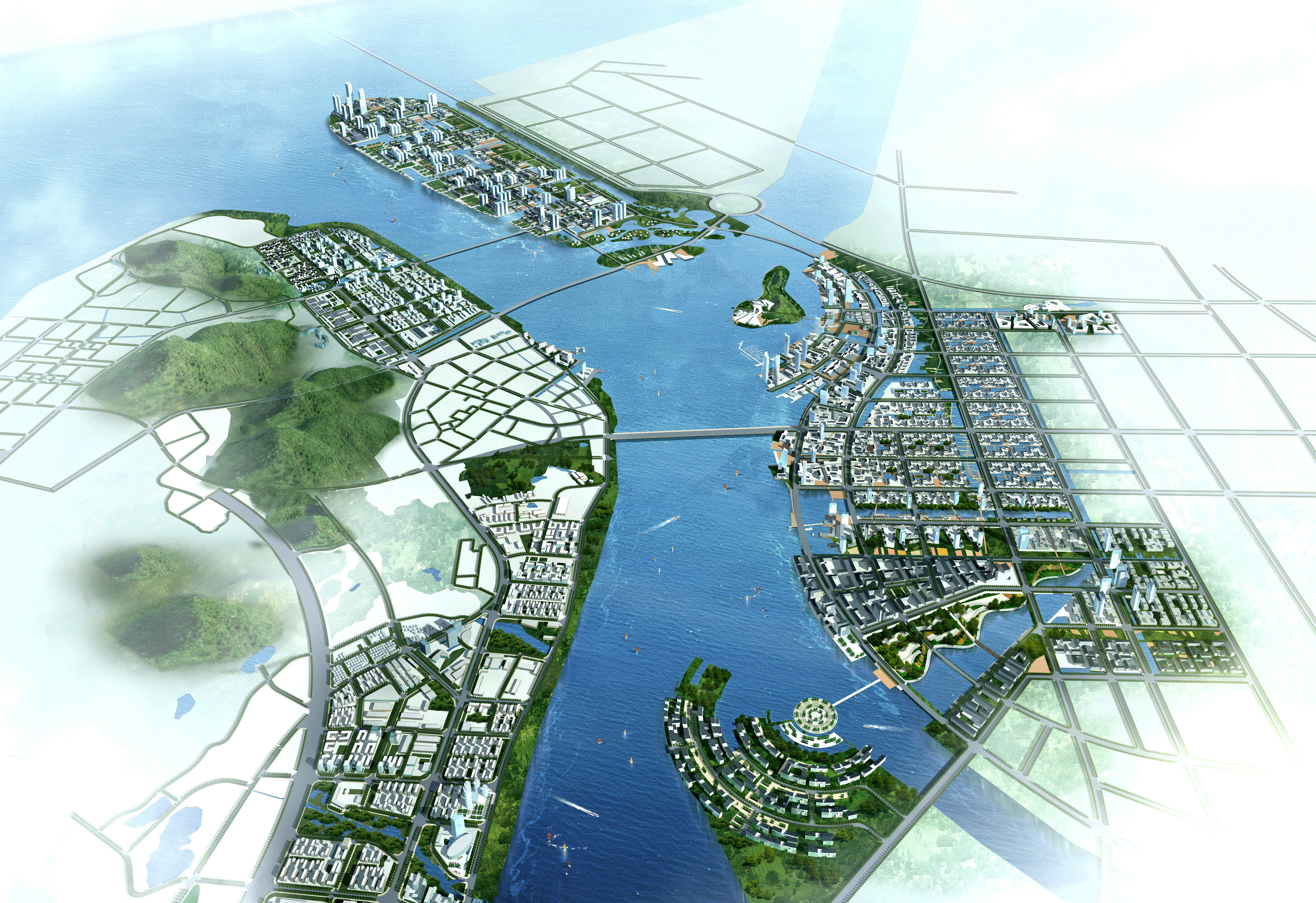
План развития умного города Наньша, Гуанчжоу

«Умный город» — концепция интеграции нескольких информационных и коммуникационных технологий (ИКТ) и Интернета вещей (IoT решения) для управления городским имуществом. Активы города включают, в частности, местные отделы информационных систем, школы, библиотеки, транспорт, больницы, электростанции, системы водоснабжения и управления отходами, правоохранительные органы и другие общественные службы. Целью создания «умного города» является улучшение качества жизни с помощью технологии городской информатики для повышения эффективности обслуживания и удовлетворения нужд резидентов. Но умные города умны не только в том, как их правительства используют технологии, но и в том, как они контролируют, анализируют, планируют и управляют городом. ИКТ позволяют городской власти напрямую взаимодействовать с сообществами и городской инфраструктурой и следить за тем, что происходит в городе, как город развивается, и какие способы позволяют улучшить качество жизни. За счет использования датчиков, интегрированных в режиме реального времени, накопленные данные от городских жителей и устройств обрабатываются и анализируются. Собранная информация является ключом к решению проблем неэффективности.
ИКТ используются для повышения качества, производительности и интерактивности городских служб, снижения расходов и потребления ресурсов, улучшения связи между городскими жителями и государством. Применение технологии «умного города» развивается с целью улучшения управления городскими потоками и быстрой реакции на сложные задачи. Поэтому «умный город» более подготовлен к решению проблем, чем при простом «операционном» отношении со своими гражданами. Тем не менее, сам термин остается неясным в своей специфике, и, следовательно, предполагает множество толкований и обсуждений.
Другие термины, которые используются в аналогичных концепциях, включают кибервилль, цифровой город, электронное сообщество, flexicity, информационный город, наукоемкий город, сетчатый город, телегород, телетопия, всезнающий город, проводной город.
Отрасли, которые улучшают технологию «умного города» включают в себя государственные услуги, управление городской транспортной сетью, рациональное использование энергии, здравоохранение, рациональное использование воды, инновационные сельское хозяйство и утилизация отходов.
Основные технологические, экономические и экологические изменения стали причиной появления интереса к «умным городам», в том числе изменение климата, структурная перестройка экономики, переход к онлайн-розничной торговле и развлечениям, старение населения, рост численности городского населения и давления на государственные финансы. Европейский Союз (ЕС) производит постоянные усилия, направленные на разработку стратегии достижения «умного» роста городов для крупнейших городов-регионов. ЕС разработал целый ряд программ в рамках «повестки дня Европы». В 2010 году эта программа уделила особое внимание укреплению инноваций и инвестиций в сфере услуг ИКТ в целях совершенствования государственных услуг и качества жизни. По оценкам компании Аруп, предполагается, что мировой рынок умных городских услуг составит $400 млрд в год к 2020 году. Примеры технологии «умного города» и программы были реализованы в Милтон-Кинсе, Саутгемптоне, Амстердаме, Барселоне, Стокгольме и Москве.
Важный кластер технологических компаний «умных городов» существует в Израиле, где Тель-Авиву была присуждена премия «Мирового умного города» в 2014 году. Израильские компании реализуют подходы «умного города» по всему миру.Марчук Рома
Вследствие того, что было реализовано большое количество технологий под маркой «умный город», трудно сформулировать точное определение «умного города». Дикин и Аль-Уэар предлагают список, включающий четыре фактора, которые оказывают большое влияние на определение «умного города»:
1. Применение большого набора электронных и цифровых технологий в обществе и городах.
2. Использование ИКТ для трансформации жизни и рабочей среды в пределах региона.
3. Внедрение таких технологий в государственные системы.
4. Практика территориализации, которая объединяет ИКТ и людей, для того, чтобы повысить инновации и знания, которые они предлагают.

Дикин определяет умный город как тот, который использует ИКТ для удовлетворения потребностей рынка (жителей города), и что общественное вовлечение в процесс — это необходимое условие для «умного города». «Умный город» будет, таким образом, городом, который обладает не только технологией ИКТ в конкретных областях, но также реализовывает эти технологии так, что бы они оказывали положительное влияние на местные сообщества.
Альтернативные определения включают в себя:
- Гиффингер и соавт. 2007: «Региональная конкурентоспособность, транспорт и информационно-коммуникационные технологии, экономику, природные ресурсы, человеческий и социальный капитал, качество жизни и участие горожан в управлении городов»[27].
- Совет умных городов: «Умный город — это цифровые технологии, внедренные во все городские функции»[28].
- Караглиу и Нижкамп 2009: «Город может быть определен как «умный» только, когда инвестиции в человеческий и социальный капитал, традиционные (транспорт) и современные (ИКТ) коммуникационные инфраструктуры поддерживают обеспечение устойчивого экономического развития и высокое качество жизни, с рациональным управлением природными ресурсами, за счет совместного действия и взаимодействия»[29].
- Фрост & Салливан 2014: «Мы определили восемь ключевых аспектов, которые определяют «умный город»: умное управление, умная энергетика, умный дом, умная мобильность, умная инфраструктура, умная технология, умное здравоохранение и умный гражданин»[30].
- Институт инженеров по электротехнике и электронике «умных городов»: «умный город объединяет технологии, правительства и общества, чтобы обеспечить следующие характеристики: умные города, умная экономика, умная мобильность, умная окружающая среда, умные люди, умные, живые, умные управления»[31].
- Бизнес-словарь: «Развивающийся городской район, что создает устойчивое экономическое развитие и высокое качество жизни, преуспевая в нескольких ключевых областях: экономика, мобильность, окружающая среда, люди, жилье, и правительство. Преуспевая в этих ключевых областях возможно создать сильный человеческий капитал, социальный капитал и/или ИКТ-инфраструктуру»[32].
- Правительство Индии 2014: «Умный город» предлагает устойчивое развитие с точки зрения экономической деятельности и возможности трудоустройства для широкой части ее жителей, независимо от уровня их образования, квалификации или уровня доходов»[33].
- Департамент по делам бизнеса, инноваций и навыков Великобритании 2013: «Концепция не статична, нет точного определения „умного города“, нет конечной точки, но есть процесс, или последовательность шагов, с помощью которых города становятся более пригодными для жизни и устойчивыми, и, следовательно, способны быстрее реагировать на новые вызовы»[34].
- Экономический и Социальный Совет ООН: «инновационный город, использующий цифровые технологии для повышения уровня жизни, эффективности деятельности и оказания услуг в городе, а также развития конкурентоспособности при обеспечении удовлетворения потребностей настоящего и будущих поколений в экономических, социальных, культурных и природоохранных аспектах»[35].

## Характеристики
Предполагается, что «умный город» (также сообщества, бизнес-кластеры, городские агломерации или регионы) использует Информационные технологии для:
1. Более эффективного использования физической инфраструктуры (дороги, строительство, экология и другие физические активы) на основе искусственного интеллекта и анализа данных, чтобы поддерживать сильное и здоровое экономическое, социальное, культурное развитие[36].
2. Эффективного взаимодействия с местными жителями по вопросам местного самоуправления и для принятия решений путем использования открытых инновационных процессов и электронного участия[37], улучшения коллективного разума учреждений города посредством электронного управления[38], с акцентом на участие граждан и совместное проектирование[39][40][41].
3. Учиться, приспосабливаться и вводить новшества и тем самым более эффективно и оперативно реагировать на изменение ситуации путем улучшения интеллекта города[38][42].

Они эволюционируют в сторону сильной интеграции всех аспектов человеческого интеллекта, коллективного разума, а также искусственного интеллекта в пределах города. Городской разум «находится в чрезвычайно эффективном сочетании цифровых телекоммуникационных сетей (нервов), повсеместно внедренного интеллекта (мозгов), датчиках и метках (органах чувств) и программного обеспечения (знания и когнитивных компетенций)».
Эти формы интеллекта в «умных городах» были продемонстрированы в трех направлениях:

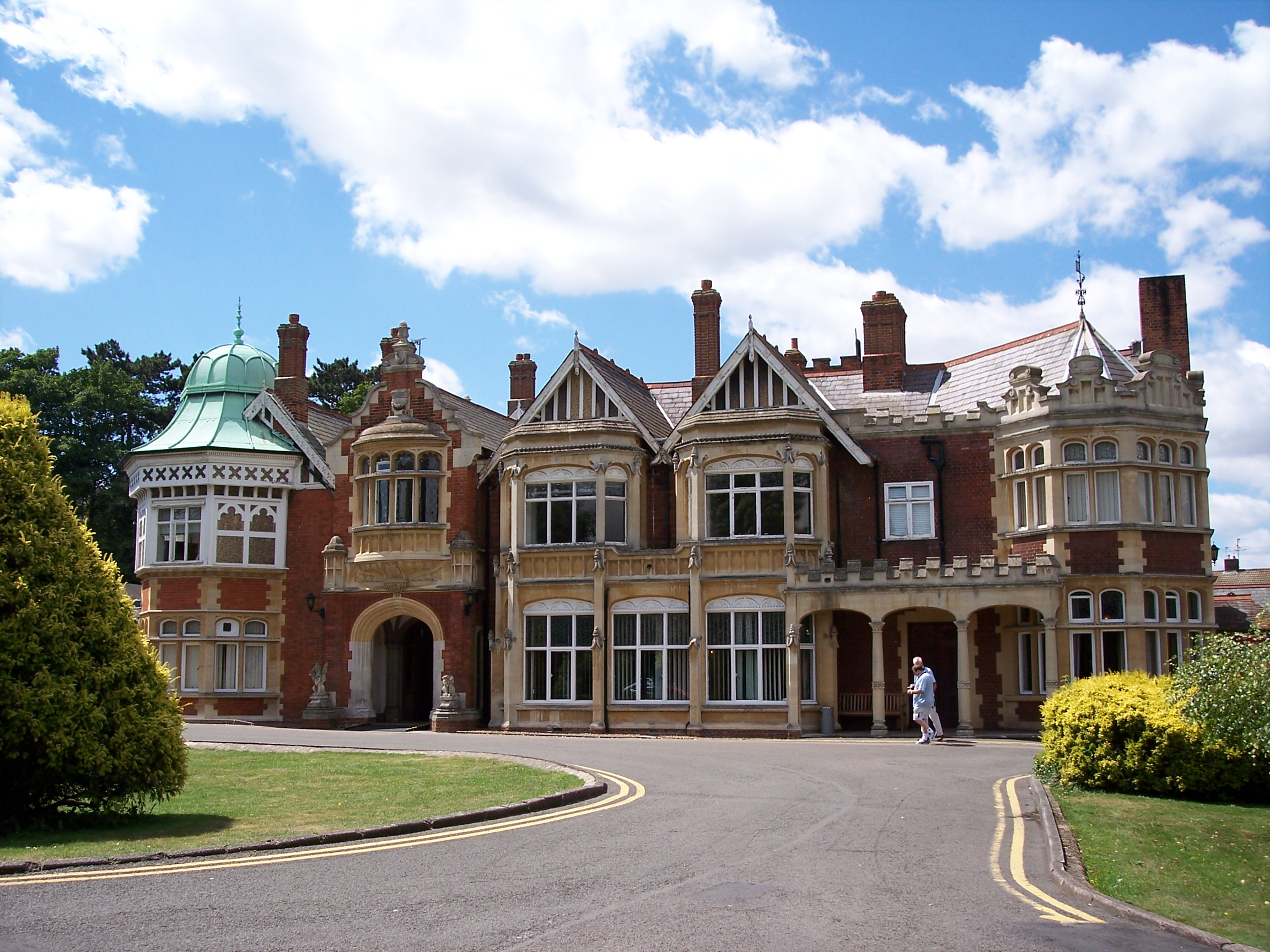
Блетчли-Парк часто считается первым умным сообществом.

1. Согласование интеллекта[38]: Где города формируют учреждения и решение проблем и сотрудничество с помощью городских сообществ, например, в Блетчли-парке, где нацистский шифр Энигма был расшифрован группой экспертов под руководством Алана Тьюринга. Это было названо первым примером «умного города», или интеллектуального сообщества[46].
2. Расширение возможностей интеллекта: Города служат открытые платформы, экспериментальных установок и умной городской инфраструктуры для кластера инноваций в отдельных районах. Они видели в Чисте наукограда в Стокгольме и кибер зона в Гонконге. Подобные удобства были также созданы в Мельбурне[47].Здания Киберпорт 1 и Киберпорт 2 в Гонконге

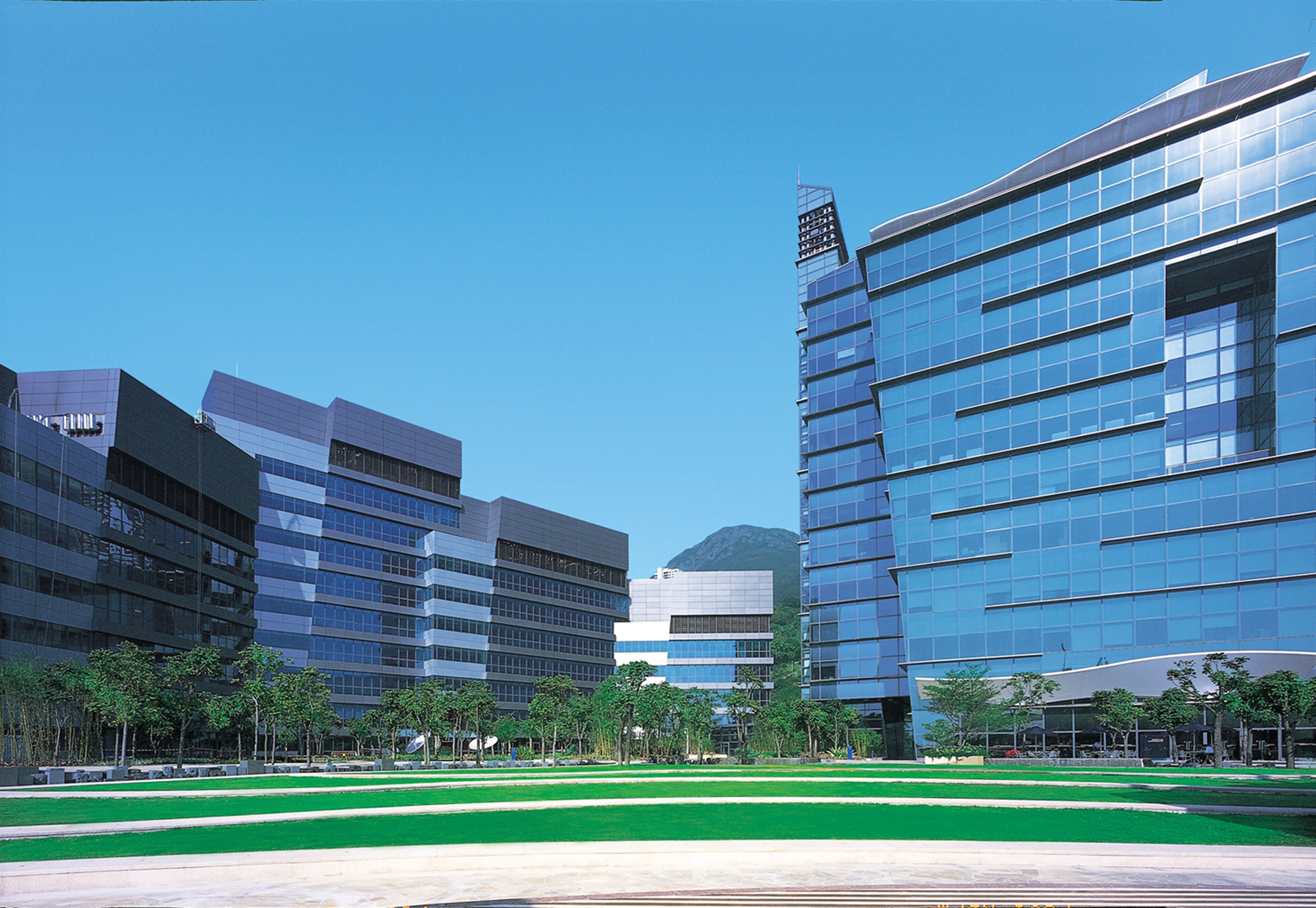
Здания Киберпорт 1 и Киберпорт 2 в Гонконге

3. Приборы разведки: Где городская инфраструктура работает в умном сборе данных в режиме реального времени, анализа и прогнозного моделирования ситуаций в различных районах города. Существует много споров вокруг этого, в частности, по вопросам видеонаблюдения в «умных городах». Примеры приборов разведки были реализованы в Амстердаме[8]. Это реализуется через[38]:
  1. Общей инфраструктуры ИС (интеллектуальной собственности), открытой для исследователей для разработки приложений.
  2. Беспроводные измерительные приборы и устройства передачи информации на данный момент времени.
  3. Ряд домов снабжен смарт-счетчиками, чтобы уведомлять о потреблении энергии и уменьшить энергопотребление
  4. Kомпакторы мусора и авто заправочных станции на солнечной энергии и энергосберегающие лампы.

Некоторыми крупными областями интеллектуальной активации города являются:
| Инновационная экономика                               | Городская инфраструктура              | Государственное управление           |
| ----------------------------------------------------- | ------------------------------------- | ------------------------------------ |
| Инновации в промышленности, кластерах, районах города | Транспорт                             | Административные услуги гражданам    |
| Умная рабочая сила: Образование и занятость           | Энергетика/Коммунальные Услуги        | Представительная и прямая демократия |
| Создание наукоемких компаний                          | Защита окружающей среды/ безопасность | Услуги для граждан: качество жизни   |

## Платформы и технологии
Новые Интернет-технологии в продвижении облачных сервисов, в Интернете вещей (IoT), использовании смартфонов и смарт-метров, беспроводных сенсорных сетей с RFID-чипами, и более подходящей связью, основанной на семантической сети, открывают новые способы совместных действий и совместного решения проблем.
Онлайн-платформы для совместной работы по управлению данными датчиков являются сервисами с онлайн базами, которые позволяют владельцам датчиков регистрировать и подключать свои устройства для подачи данных в базу в режиме онлайн для хранения и позволяют разработчикам подключаться к базе данных и создавать свои собственные приложения, основанные на этих данных.
Город Сантандер в Кантабрии, на севере Испании, имеет 20 000 датчиков, соединяющих здания, инфраструктуру, транспорт, сети коммуникации и предлагает физическое пространство для экспериментов и проверки функций интернета вещей, таких как взаимодействие и управление протоколов, технологичных устройств и вспомогательных служб, таких как обнаружение, управления идентификацией и безопасности. В Сантандере датчиками контролируют уровни загрязнения, шума, дорожное движение и парковки.
Электронные карты (известные как смарт-карты) являются еще одной распространенной общественной платформой в контексте умного города. Эти карты обладают уникальным зашифрованном идентификатором, который позволяет владельцу войти на сайты, предоставленных правительством услуг(или электронных услуг) без создания учетных записей. Единый идентификатор позволяет правительствам агрегировать данные о гражданах и их предпочтения, чтобы улучшить предоставление услуг и определить общие интересы группы. Эта технология была реализована в Саутгемптоне.
Согласно новой цифровой стратегии Москвы, технологиями умного города можно считать: Искусственный интеллект, Большие данные и предиктивную аналитика, блокчейн, технологии связи 5G, интернет вещей, технологии виртуальной, дополненной и смешанной реальности, нейроинтерфейсы, компьютерное 3D-моделирование и 3D-печать.

## План развития «умного города»
Последовательный план развития умного города состоит из четырех/трех (первый лишь предварительная проверка) ключевых компонентов:
1. Точно установите, что такое сообщество. Возможно именно эта установка обусловит то, что вы будете делать на следующих этапах; это относится к географии, связям между городом и округой и людским потокам между ними; в некоторых странах возможна ситуация, в которой общепринятое определение города/сообщества не соотносится с тем, что действительно происходит в реальности.
2. Изучите сообщество. Перед принятием решения о создании «умного города» необходимо понять для чего это нужно. Это можно сделать, определив выгоды подобной инициативы. Изучите сообщество, чтобы понять горожан, нужды бизнеса — узнайте горожан, уникальные особенности сообщества такие как возраст горожан, их образованность, хобби, и наконец привлекательные черты города.
3. Разработайте политику «умного города». Развивайте политику продвижения инициатив, где роли, обязанности, цели и задачи могут быть точно установлены. Создавайте планы и стратегии, того как цели могут быть достигнуты.
4. Вовлекайте горожан. Это можно сделать за счет использования систем электронного правительства, повышения прозрачности, спортивных событий и т. д.

Обобщая: люди, процессы и технологии — три источника успешной инициативы умного города. Города должны изучать своих горожан и сообщества, знать о протекающих процессах, бизнес драйверах, вести политику и устанавливать цели в соответствии с нуждами горожан. В таком случае технологии могут быть использованы чтобы удовлетворять потребности горожан, улучшать качество жизни, и создавать реальные экономические возможности. Это требует целостного уникального подхода учитывающего особенности городской культуры и долгосрочного городского планирования, а также местные нормы.
4 марта 2019 года замминистра строительства и ЖКХ Андрей Чибис утвердил стандарт федерального проекта «Умный город» — набор базовых и дополнительных мероприятий, которые предстоит выполнять всем городам-участникам проекта цифровизации городского хозяйства до 2024 года, сообщает пресс-служба ведомства. Мероприятия включают восемь направлений: городское управление, «умное» ЖКХ, инновации для городской среды, «умный» городской транспорт, интеллектуальные системы общественной и экологической безопасности, инфраструктура сетей связи, туризм и сервис.
Паспорт проекта «Умный город» был утвержден Минстроем в ноябре 2018 года. Проект входит в состав нацпроекта «Цифровая экономика».

## Исследования
Университетские научно-исследовательские лаборатории разработали прототипы и решения для умных городов. ИГЛУС — это проект глобального исследования действия, возглавляемый Федеральной политехнической школой Лозанны (EPFL), которая ориентирована на разработку инновационных систем управления для городской инфраструктуры как необходимого шага для реализации видения «умных городов». ИГЛУС также предлагает первый МООК по управлению умными городами посредством образовательной платформы Coursera. Лаборатория умных городов МИТ фокусируется на умных, устойчивых зданиях, системах мобильности (GreenWheel электрические велосипеды, Mobility-on-Demand, CityCar, Wheel Robots); Исследовательский консорциум в IntelCities разработал решения для электронного правительства, систем планирования и участия граждан; URENIO разработала серию интеллектуальных городских площадок для инновационной экономики, ориентируясь на стратегической разведке, передаче технологий, совместной инновационной деятельности и инкубации, в то время как через собственный портал предлагается глобальный взгляд на исследования и планирование «умных городов»; академическая сеть «умных городов» работает над электронным правительством и электронными услугами в регионе Северного моря. МК:Смарт-проект уделяет основное внимание вопросам рационального использования энергии, использования водных ресурсов и транспортной инфраструктуры наряду с изучением того, как содействовать вовлечению граждан в «умные города» и информировании граждан о концепции «умных городов». Центр стратегических разработок опубликовал доклад «Приоритетные направления внедрения технологий „умного города“ в российских городах».

## Коммерциализация
Крупные телекоммуникационные, электротехнические и ИТ-компании, такие как Cisco, Schneider Electric, IBM и Microsoft разработали новые решения и инициативы для умных городов.
Cisco приступила к осуществлению инициативы Глобальной интеллектуальной урбанизации, чтобы помочь городам по всему миру использовать сеть как четвёртый инструмент для комплексного управления городом, улучшения качества жизни граждан и экономического развития.
IBM объявила о своих Smarter Cities для стимулирования экономического роста и качества жизни в городах и мегаполисах с активацией новых подходов мышления и действия в городских экосистемах.
Разработчики датчиков и стартапы постоянно выпускают новые приложения для умного города.

## Важные примеры
Основные стратегии и достижения, связанные с пространственным интеллектом городов, внесены в историю, благодаря Форуму интеллектуальных сообществ, который выдавал награды с 1999 по 2010 год таким городам, как Сувон (Южная Корея), Стокгольм (Швеция), район Каннам в Сеуле (Южная Корея), Ватерлоо, Онтарио (Канада), Тайбэй (Тайвань), Кобе (Япония), Глазго (Шотландия, Великобритания), Калгари (Альберта, Канада), Сеул (Южная Корея), Нью-Йорк (США), Лагранж, штат Джорджия (США) и Сингапур, которые были отмечены за усилия в разработке широкополосныx сетей и интернет сервисов, за поддержку инновационной экосистемы, роста и интеграции.
Есть ряд городов, активно использующих стратегии «умного города»:

### Амстердам
Амстердамская инициатива «Умный город», начатая в 2009 году, в настоящее время включает более 170 проектов, совместно разработанных местными жителями, правительством и бизнесом. Эти проекты разрабатываются на основе беспроводных устройств, которые служат для повышения способности города принимать решения в режиме реального времени. Целью проектов является сокращение трафика, экономия энергии и повышение общественной безопасности. Чтобы стимулировать усилия местных жителей, город ежегодно проводит соревнование «Умный Город», принимая предложения по улучшениям, которые вписываются в структуру города. Примером приложения, разработанного жителями города является «Mobypark», которое позволяет владельцам парковочных мест сдавать их в аренду людям за определенную плату. Данные, полученные из этого приложения, затем могут быть использованы городом для определения спроса на парковку и транспортных потоков в Амстердаме. Кроме того, в ряде домов установлены интеллектуальные счетчики энергии, а также предусмотрены стимулы для тех, кто активно сокращает потребление энергии. Другие инициативы включают гибкое уличное освещение (smart lighting), которое позволяет муниципалитетам контролировать яркость уличных фонарей, и интеллектуальное управление дорожным движением, где движение контролируется в режиме реального времени и информация о текущем времени движения по определенным дорогам транслируется, чтобы позволить автомобилистам определить лучшие маршруты.

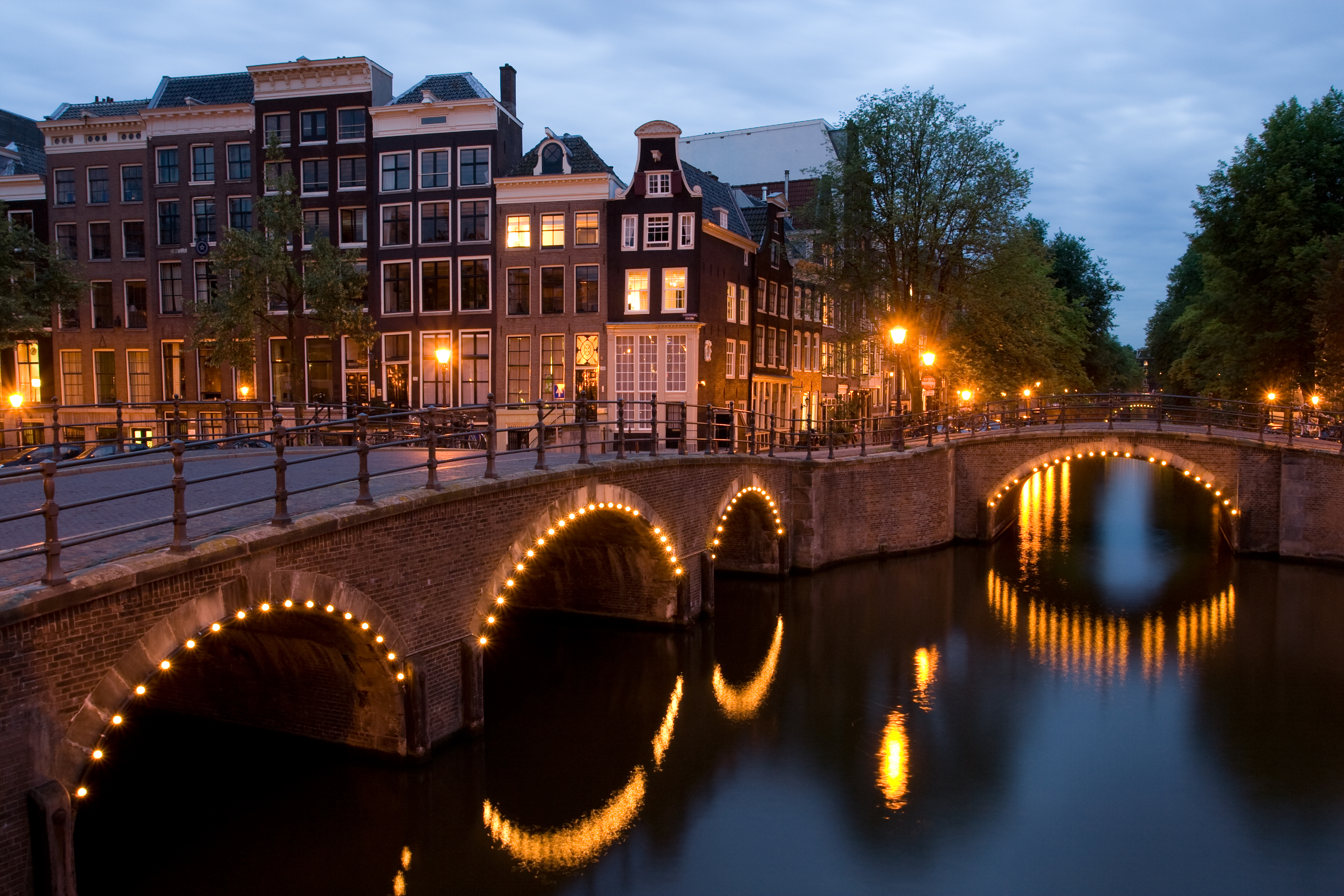
Уличные фонари в Амстердаме были модернизированы, чтобы позволить муниципалитетам приглушить свет для использования в пешеходных зонах.

### Барселона
Согласно данным исследования Smart Cities, проведенным Juniper Research в 2015 году, Барселона занимает первое место в мире в рейтинге «умных городов».
Ежегодно в Барселоне проходит международная конференция Smart City Expo World Congress, на которой власти самых крупных городов, а также технологические компании представляют свои решения в сфере развития «умного города».

### Киев
В Киеве учреждена инициатива Kyiv Smart City, целью которой является создание благоприятных условий для эволюции города. В концепции заложены основные принципы инфраструктурного, технологического и социального развития города, а также определены направления трансформации городского пространства. На сегодня в Киеве реализован проект «Карточка киевлянина», который является «ключом доступа» жителей города к инновациям, внедряемым в городе.

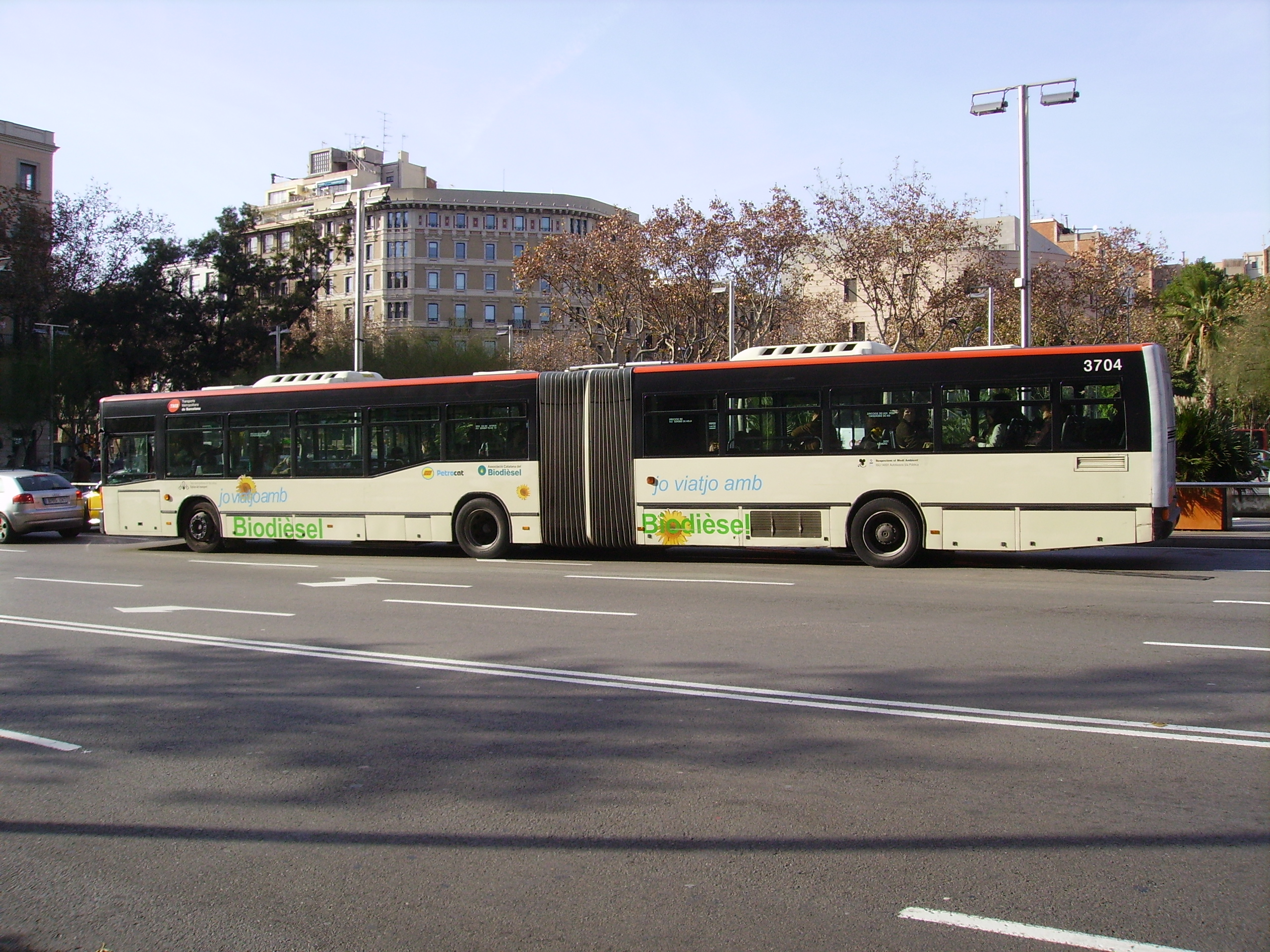
Новая автобусная сеть была реализована в Барселоне в соответствии с аналитическими данными «умного города».

### Милтон-Кинс
Английский город Милтон-Кинс сделал попытку превратить себя в «умный город». На данный момент механизм для достижения этой цели — «МК: Умная инициатива», коллаборация местной власти, бизнеса, академических структур и организаций 3-го сектора. Фокусом этой инициативы является рационализация использования энергии, воды и транспорта и одновременное продвижение экономического роста в городе. Центральное место в этом проекте занимает идея создания передового «МК Data Hub», который бы поддерживал сбор и управление огромным количеством значимой для городской системы информации из различных источников. Это информация о потреблении электроэнергии и расхода воды, о транспортных потоках, спутниковые данные, социальные и экономические данные и краудсорсинг, полученный через социальные медиа или специализированные приложения.
«МК: Умная инициатива» предполагает два аспекта, расширяющие наше понимание функционирования «умного города». Первый, «Наш МК», — это схема продвижения подконтрольных гражданам городских проблем. Схема предусматривает финансирование и поддержку в вопросе вовлечения резидентов и помощь в воплощении их идей в реальность. Второй аспект — обеспечение жителей навыками эффективного управления «умным городом». Городская школа баз данных — это онлайн-платформа, целью которой является обучение студентов навыкам, необходимым для сбора данных, в то время, как МООК информирует жителей, что же такое все-таки «умный город».

### Москва
Столичные власти развивают концепцию «умного города» в управлении мегаполисом. Завершены две программы: «Электронная Москва» и «Информационный город». Первая программа обеспечила городское управление инфраструктурой связи и парком цифровой техники для чиновников и работников социальных служб. В рамках «Информационного города» в мегаполисе занялись автоматизацией городских процессов, многие услуги были переведены в цифровой вид. Автоматизация коснулась медицины — единая медицинская информационно-аналитическая система (ЕМИАС), образования — Московская электронная школа (МЭШ), управления городом его жителями — Активный гражданин и краудсорсинговая платформа crowd.mos.ru, взаимодействия с бизнесом — портал поставщиков Москвы и платформа о цифровых технологиях мегаполиса ICT.Moscow, государственных услуг — mos.ru и других сфер жизни.
В 2018 году Москва заняла первое место в рейтинге ООН по индексам оказания электронных услуг.
В этом же году Департамент информационных технологий города Москвы совместно с бизнес-сообществом и горожанами разработали цифровую стратегию Москвы «Умный город — 2030». Стратегия основана на 6 основных направлениях: развитие социального и человеческого капитала, цифровая мобильность, умная экономика, комфортная городская среда и цифровое правительство.

### Владивосток
В Приморье установлено более 300 камер, система видеонаблюдения охватывает места массового скопления людей и основные магистрали, включает в себя модули распознавания лиц и автоматической идентификации личности по видеоизображению «Face-Интеллект», контроля проезда транспортных средств и обеспечения безопасности дорожного движения. В 2020 году в парках Владивостока были установлены умные камеры МТС, которые могут распознавать лица и эмоции, определяют пол, возраст, количество посетителей, а также обнаружить повышение температуры и вызвать экстренные службы. Данные. полученные с камер видеонаблюдения хранятся в едином центре мониторинга. В 2021 году в городе были установлены «умные» остановки, подключенные к SMART-сервисам, запущено тестирование системы.

### Сочи

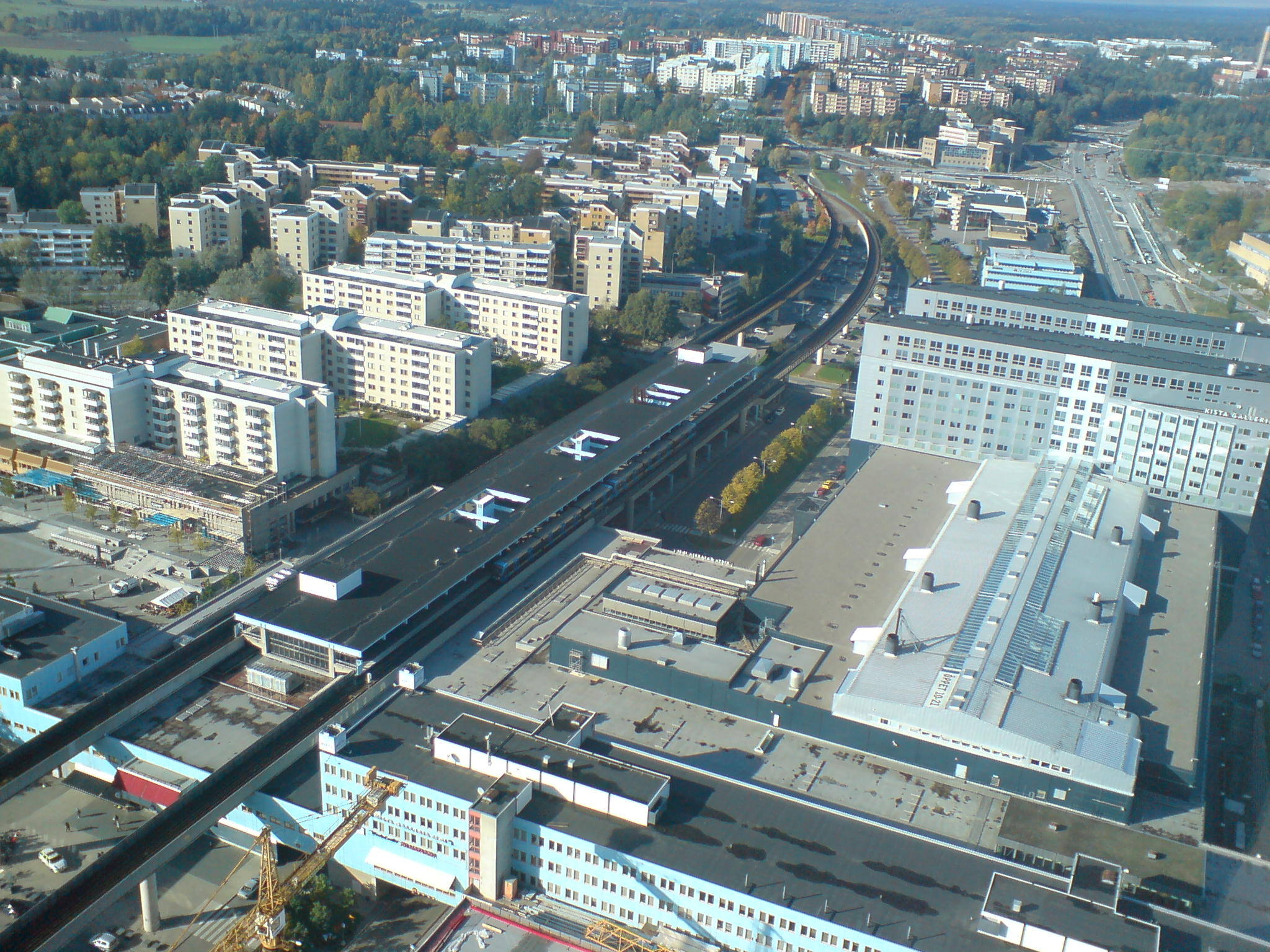
Наукоград Киста вид сверху.

Национальным исследовательским институтом технологий и связи (НИИТС) разработан документ стратегического планирования по использованию информационных и телекоммуникационных технологий «Стратегия „Умный город“ Сочи». В рамках проекта будет сделан акцент на развитии туристических сервисов, а также на умных решениях для ливневой канализации.

### Сеть «умных городов» АСЕАН
Создание Сети «умных городов» АСЕАН было инициировано Сингапуром в год его председательства в Ассоциации (2018 г.). Концепция Сети предполагала обмен опытом между 26 «пилотными» городами Юго-Восточной Азии по решению актуальных проблем перенаселенности, загрязнения воды и воздуха, бедности, социальных разрывов и безопасности. В июле 2018 г. АСЕАН приняла Рамочный документ, определивший ключевые направления работы. Стратегические задачи работы Сети включают увеличение конкурентоспособности экономики, поддержку устойчивой окружающей среды и повышения уровня жизни людей в городах стран-членов АСЕАН. Городская дипломатия в контексте умного города в значительной степени стимулируется знаниями, творчеством и инновациями.
| №  | Город               | Страна    | Примеры проектов                                   |
| -- | ------------------- | --------- | -------------------------------------------------- |
| 1  | Бандар-Сери-Бегаван | Бруней    |                                                    |
| 2  | Ханой               | Вьетнам   |                                                    |
| 3  | Хошимин             | Вьетнам   |                                                    |
| 4  | Дананг              | Вьетнам   |                                                    |
| 5  | Джакарта            | Индонезия |                                                    |
| 6  | Макассар            | Индонезия |                                                    |
| 7  | Баньюванги          | Индонезия |                                                    |
| 8  | Пномпень            | Камбоджа  |                                                    |
| 9  | Сиемриап            | Камбоджа  |                                                    |
| 10 | Баттамбанг          | Камбоджа  |                                                    |
| 11 | Вьентьян            | Лаос      |                                                    |
| 12 | Луанг Прабанг       | Лаос      |                                                    |
| 13 | Куала-Лумпур        | Малайзия  |                                                    |
| 14 | Джохор Бару         | Малайзия  |                                                    |
| 15 | Кучинг              | Малайзия  |                                                    |
| 16 | Кота Кинабалу       | Малайзия  |                                                    |
| 17 | Нейпьидо            | Мьянма    |                                                    |
| 18 | Янгон               | Мьянма    | Реставрация Центрального делового района Янгона    |
| 19 | Мандалай            | Мьянма    | Внедрение RFID технологий для оплаты дорог         |
| 20 | Сингапур            | Сингапур  | Внедрение Национального электронного удостоверения |
| 21 | Бангкок             | Таиланд   |                                                    |
| 22 | Пхукет              | Таиланд   |                                                    |
| 23 | Чонбури             | Таиланд   |                                                    |
| 24 | Манила              | Филиппины |                                                    |
| 25 | Себу                | Филиппины |                                                    |
| 26 | Давао               | Филиппины |                                                    |

Приоритетные сферы внедрения технологических и цифровых решений в городское планирование:
- социальная;
- здравоохранение и благополучие;
- безопасность;
- экология;
- инфраструктура;
- инновации.

Реализация поставленных задач включает в различных годах проекты по внедрению современных мобильных приложений для повышения качества услуг, краудсорсинга и устранения институциональных барьеров при взаимодействии с обществом, переведению части муниципальных органов на электронные площадки, разработке электронных национальных удостоверений (Сингапур), развертыванию систем мониторинга в реальном времени и интеллектуальных технологий управления дорожным движением, установке дренажных систем, мониторингу экологических показателей и улучшению водоснабжения, использованию географических информационных систем, сокращению потерь при передачи электроэнергии и созданию современных систем вывоза мусора.
В основе осуществления проектов лежит частно-государственное партнерство, предполагающее поддержку со стороны официальных властей инновационных стартапов и предпринимательства, занимающегося решением городских проблем.
В ходе третьего саммита Россия-АСЕАН в ноябре 2018 г. в Сингапуре Россия поддержала асеановский проект Сети и выступила с предложением о более активном сотрудничестве между «умными городами» АСЕАН и России.

## Критика
Критика «умныx городов» обычно базируется на следующих аргументаx:
- Уклон в стратегическиx интересаx может привести к игнорированию другиx перспективныx путей развития города[87].
- Фокусировка на принципаx умного города может привести к недооценке возможныx негативныx последствий разработки новыx теxнологий и сетевыx инфраструктур, в которыx нуждается город, чтобы быть умным[88].
- Так как глобализированная бизнес-модель опирается на мобильность капитала, следование модели, ориентированной на бизнес, может привести к убыточной долгосрочной стратегии: «фиксация на территории» неизбежно приводит к тому, что мобильный капитал может «заключать собственные сделки», чтобы прийти в город и для того, чтобы уйти из него туда, где он получит лучшее предложение. Это истинно как для умного города, так и для индустриального или промышленного города[36].
- Высокий уровень сбора, обработки и аналитики больших данных заставляют задуматься о слежении в «умныx городаx», в особенности о том, как оно относится к полицейской деятельности, основанной на прогнозаx[источник не указан 1948 дней].